# سادات كريم
سادات كريم (بالإنجليزية: Karim Sadat)‏ هو لاعب كرة قدم غاني في مركز الهجوم، ولد في 24 أكتوبر 1991 في كوماسي في غانا يلعب في نادي الزلفي. لعب مع أشانتي غولد ونادي بريسبا بيرلك ونادي بيريكوم تشيلسي ونادي هارتس أوف أوك ونادي القيصومة ونادي الزلفي.

## وصلات خارجية
- سادات كريم على موقع اتحاد السويد (السويدية)
- سادات كريم على موقع قاعدة بيانات كرة القدم.إي يو (الإنجليزية)
- سادات كريم على موقع Soccerway.com (الإنجليزية)